# یواس‌اس دان او وودز (ای‌پی‌دی-۱۱۸)
یواس‌اس دان او وودز (ای‌پی‌دی-۱۱۸) (به انگلیسی: USS Don O. Woods (APD-118)) یک کشتی بود که طول آن ۳۰۶ فوت (۹۳ متر) بود. این کشتی در سال ۱۹۴۴ ساخته شد.